# أميليا ماري راندال
أميليا ماري راندال (بالإنجليزية: Amelia Mary Randall)‏ هي سيدة أعمال نيوزيلندية، ولدت في 1844، وتوفيت في 1930.